# 多卵棘缘吸虫
多卵棘缘吸虫（学名：Echinoparyphium multiovatus）为棘口科棘缘属的动物。在中国大陆，分布于福建等地，营寄生生活，宿主南狐以及寄生于肠。该物种的模式产地在福建。